# Папагал монах
Вижте пояснителната страница за други значения на Монах.
Папагалът монах (Myiopsitta monachus) е вид южноамерикански папагал единствен представител на род Myiopsitta. Произхожда от умерените и субтропичните райони на Аржентина и съседни на нея страни. Отглеждани в плен птици като домашни любимци пуснати на свобода са интродуцирани в урбанизирани райони по цял свят.

## Описание
Дължината на тялото е около 29 cm с размах на крилете 48 cm и тегло 100 g. Женските са с около 10 – 20% по-дребни от мъжките. Долните части са светли почти бели, главата и гърба са зелени. Крилата и задницата стават светлозелени и жълти. Опашните пера са жълто-зелени, маховите пера са сини, а човката е оранжева.
Одомашнените птици могат да бъдат и в други цветови разновидности като на основния зелен цвят преобладава в различна степен синьо, бяло и жълто.

## Подвидове
Макар че видът днес е единствен представител на род Myiopsitta, е възможно един от подвидовете му – Myiopsitta monachus luchsi да бъде отделен като самостоятелен вид – Myiopsitta luchsi. Подвидовете на папагалите монах са:
- Myiopsitta monachus monachus (Boddaert, 1783) – разпространен е в Аржентина от провинция Сантяго дел Естеро до Буенос Айрес и Уругвай.
- Myiopsitta monachus calita (Boddaert, 1783) – разпространен е в подножието на Андите над 1000 m н.в. от Боливия и Парагвай до северозападна Аржентина, след което преминава на юг към провинция Чубут.
- Myiopsitta monachus cotorra (Finsch, 1868) – разпространен в Бразилия (Мато Гросо, Мато Гросо до Сул, вероятно и в Рио Гранди до Сул[4]) на юг по поречието на река Парагвай до Гран Чако.
- Myiopsitta (monachus) luchsi (Boddaert, 1783) – разпространен е в Андите в централната част на Боливия на надморска височина между 1000 и 3000 m

Птиците се одомашняват и се отглеждат като любимци в домовете. Много от тях са изпускани неволно или освобождавани нарочно от стопаните си. Ето защо през последните десетилетия се наблюдава образуване на градски колонии от папагали монаси в редица големи градове по света, най-вече в Европа и Северна Америка.

## Начин на живот
Птиците обитават степите и редките гори в района на ареала си в Южна Америка. Живее на ята, които наброяват между 200 и 500 индивида. Ятата от малките птици могат да нанесат значителни щети на селското стопанство, като нападат посевите от зърнено-житни култури. Местните жители ги убиват като вредители или ги улавят с цел продажба.

## Размножаване
Папагалите монаси гнездят по дървета в блатисти местности, изграждайки големи кръгли гнезда, достигащи до 3 метра в диаметър, или използвайки стари гнезда. Обикновено няколко двойки изграждат гнездото съвместно и всяка от тях има отделен вход. Обикновено гнездото се надгражда от новоприсъединила се двойка, като цялостното му изграждане може да продължи до 3 месеца. Снасят по 5 до 8 броя бели яйца, които се мътят 22 – 26 дни. На 6 – 7 седмична възраст младите излизат от гнездото. Някои двойки мътят по два пъти годишно, а гнездото се използва в продължение на няколко години. 
Когато тези папагали се отглеждат в домашни условия, трябва да се има предвид, че не обичат самотата и не бива да бъдат оставяни без грижи и внимание. Самотата може да ги подтикне да започнат да се нараняват сами. Има опасност да започнат да късат перата си и дори да разкъсват и наранят кожата си. Такова поведение е знак, че за папагала монах не са полагани достатъчно и адекватни грижи.